# Óscar Serrano

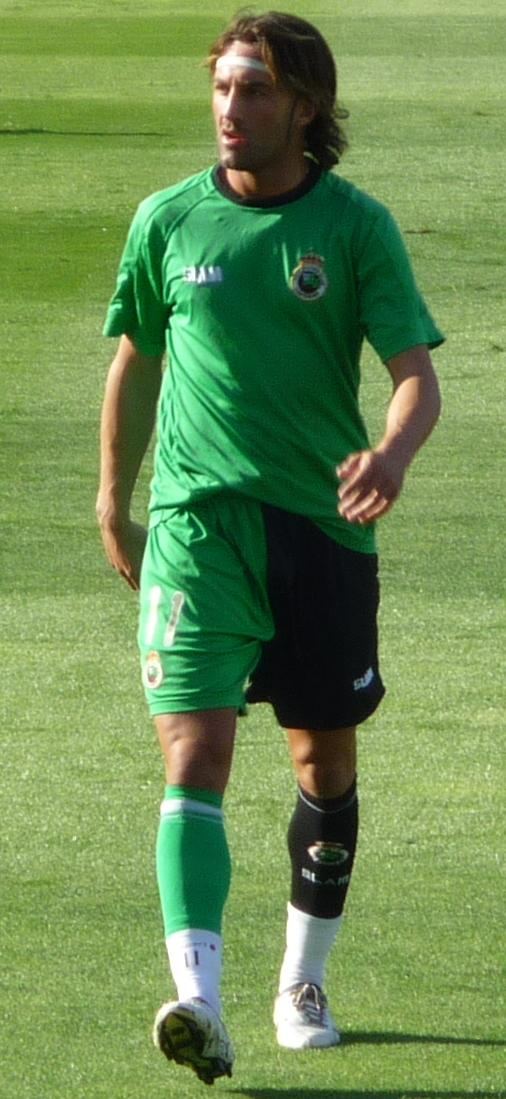
Óscar Serrano (2009)

Óscar Serrano Rodríguez (Blanes, 30 september 1981) is een Spaans profvoetballer. Hij speelt sinds 2005 als aanvallende middenvelder bij Racing de Santander.

## Clubvoetbal
Serrano begon als profvoetballer in 2002 bij UE Figueres, waar hij twee seizoenen zou spelen. Na een jaar bij RCD Espanyol in 2004/2005, werd Serrano in 2005 gecontracteerd door Racing de Santander.

### Statistieken
| seizoen    | club                | land   | competitie         | wed. | goals |
| ---------- | ------------------- | ------ | ------------------ | ---- | ----- |
| 2002/03    | UE Figueres         | Spanje | Segunda División B | 31   | 5     |
| 2003/04    | UE Figueres         | Spanje | Segunda División B | 27   | 0     |
| 2004/05    | RCD Espanyol        | Spanje | Primera División   | 30   | 2     |
| 2005/06    | Racing de Santander | Spanje | Primera División   | 32   | 1     |
| 2006/07    | Racing de Santander | Spanje | Primera División   | 20   | 0     |
| Bijgewerkt | 17-03-2007          |        |                    |      |       |

## Nationaal elftal
Serrano speelde nog nooit voor het Spaans nationaal elftal. Wel speelde de middenvelder al meerdere interlands in het Catalaans elftal. Zijn debuut maakte Serrano in december 2004 tegen Argentinië.